# Хованский, Юрий Михайлович
Ю́рий Миха́йлович Хова́нский (род. 19 января 1990, Никольск, Пензенская область, СССР), также известен по прозвищу Хова́н — российский видеоблогер, рэпер и комик. Бывший помощник депутата Государственной думы Федерального собрания Российской Федерации VII созыва — Василия Власова (2019—2021). В Рунете имеет репутацию скандального блогера.
С 9 июня по 29 декабря 2021 года находился под стражей по обвинению в оправдании терроризма за исполнение песни о теракте на Дубровке; было возбуждено уголовное дело. 29 декабря 2021 года суд Санкт-Петербурга заменил ему меру пресечения на запрет определённых действий и освободил Хованского из-под стражи. 20 июля 2022 года суд прекратил рассмотрение уголовного дела в связи с истечением срока давности.

## Биография
Родился 19 января 1990 года в городе Никольске (Пензенская область). Заочно окончил с отличием Санкт-Петербургский государственный экономический университет.
До начала карьеры на YouTube переводил и озвучивал выступления американских стендап-комиков, работал на интернет-радио Maddyson.fm и выпускал блоги на сайте «„Спасибо“, Ева!». Первую устойчивую популярность на сервисе обрёл благодаря сотрудничеству с блогером Ильёй Мэддисоном.
Как отмечалось в издании «Афиша», свой творческий путь Хованский начинал с исполнения юмористических песен под гитару, после чего перешёл к классическому стендапу, параллельно публикуя видеоролики различного содержания на своём Youtube-канале.
В июне 2014 года был инициатором петиции о «проверке Елены Мизулиной на психическое здоровье» из-за её высказываний. Петиция собрала более 116 тыс. подписей.
Неоднократно выступал в качестве судьи на баттл-площадке Versus Battle. В 2016 году участвовал в рэп-баттле с другим видеоблогером Дмитрием Лариным. Видеоролик с баттлом собрал более 40 млн просмотров на YouTube и занял второе место в России и седьмое на Украине по просмотрам в 2016 году. После баттла начал записывать музыкальные клипы в образе гангстера. Вышли такие клипы, как «Батя в здании», «Шум», «Прости меня, Оксимирон», «Шёпот стволов», «AVE HOVA», совместный с Николаем Соболевым и Ником Черниковым «ПИВО ПЬЁТ», с Big Russian Boss «Кто, если не мы», с Дмитрием Маликовым «Спроси у своей мамы», «Дисс на летсплейщиков», «Когда ты голоден», «Прости меня, Тиньков» и c Сергеем Дружко «Men in Blog», «Gangsta Inferno», «Илон Маск» собирающие миллионы просмотров на YouTube. В апреле 2017 года выпустил свой первый мини-альбом «Моё гэнгста».
Озвучил огр-мага в русской неофициальной локализации игры Dota 2. В 2016 году был наставником команды «Not a player» в рамках киберспортивного турнира по Dota 2 «КиберБитва», организованного «Мегафоном». Написал статью для сайта vc.ru про бесполезность рекламных агентств.
По словам самого Хованского, на его творчество оказали влияние Ричард Херринг, Стюарт Ли и Энди Кауфман. В 2016 году он был включён Топ-10 самых популярных видеоблогеров Санкт-Петербурга по версии информационного агентства «Росбалт».
Хованскому принадлежат скандальные высказывания о Фёдоре Емельяненко, Олеге Тинькове, Михаиле Задорнове; у него были конфликты с российскими рэп-исполнителями, такими как Noize MC, Баста и Птаха, а также с певицей Kristina Si.
С 13 августа 2017 года провёл два выпуска шоу «Москва — Юпитер» в социальной сети «ВКонтакте» вместе с соведущим Дмитрием Маликовым. 10 октября снялся в рекламном клипе МТС «Ты один, ты такой» вместе с Дмитрием Маликовым и Идой Галич, снятом режиссёром Василием Сигаревым. В ноябре 2017 года принял участие в реалити-шоу «Эксперимент-12» в качестве начальника тюрьмы.
В 2018 году Юрий выпускает пародию на клип Childish Gambino «This Is America» под названием «This is Russia».
В 2019 году снова принял участие в рэп-баттле, на этот раз на проекте Russian Battle League, где до этого выступал в качестве судьи. Его оппонентом стал московский рэп-исполнитель Obe 1 Kanobe.
19 сентября 2022 года на YouTube-канале Ксении Собчак вышло интервью с Юрием Хованским, где он рассказал ей о жизни после заключения в СИЗО.
15 апреля 2024 года было опубликовано интервью с Юрием Хованским на YouTube-канале ВПИСКА.

## Уголовное дело
9 июня 2021 года Юрий Хованский был задержан в Санкт-Петербурге по уголовному делу по статье 205.2 УК РФ (Публичные призывы к осуществлению террористической деятельности, публичное оправдание терроризма или пропаганда терроризма). Хованский был задержан после обращения в полицию мужчины и женщины, которые обнаружили в интернете две песни Хованского, которые были размещены неизвестными в июле 2020 года на канале с 25 подписчиками. В песне Хованский в саркастической манере высмеивает террористов на примере теракта 2002 года в Москве на Дубровке, выражая радость по поводу того, что там было «убито много русских детей». Во время задержания признал вину под оперативную видеозапись.
10 июня Дзержинский районный суд Санкт-Петербурга избрал ему мерой пресечения содержание под стражей сроком на два месяца.
Хованский написал из СИЗО «Кресты» письмо своим друзьям и поклонникам.
14 июля Петербургский городской суд рассмотрел жалобу Хованского и оставил его в СИЗО.
23 июля Хованский принёс извинения за исполнение песни про «Норд-Ост».
6 августа суд продлил арест блогеру до 8 сентября 2021 года.
10 августа Хованский был внесён в перечень террористов и экстремистов, что, среди прочего, лишило его возможности пользоваться банковскими счетами.
7 сентября суд вновь продлил срок содержания в СИЗО до 8 октября 2021 года. 6 октября 2021 года вновь состоялся суд. У здания суда собрались знакомые обвиняемого Oxxxymiron, Илья Мэддисон и Ресторатор (Хованский в письмах сообщает, что ожидал поддержки от ютуберов Моргенштерна и Юрия Дудя, но они отказываются). На очередном суде Хованскому опять продлили срок заключения до 8 ноября 2021 года.
13 октября городской суд Петербурга отклонил жалобу на решение о продлении ареста, оставил его снова под стражей в СИЗО до 8 ноября 2021 года.
3 ноября Хованский выступил с речью в суде и просил чтобы его отпустили домой отпраздновать Новый год с семьёй, но суд продлил ему арест до 8 января 2022 года.
Блогеры Дмитрий Ларин и Стас Васильев обвинили Андрея Нифёдова в даче ложных показаний против Хованского: тот утверждал, что Хованский исполнил песню в 2018 году, тогда как на самом деле, по словам Хованского, это было в 2012 году, когда того закона, по которому его хотят судить, ещё не существовало. Сам Нифёдов неоднократно намекал, что его заставили подписаться под ложными показаниями и что он ходил их менять. Девушка Хованского Мария Нелюбова рассказала, что СК не принял исправленные показания у свидетеля, на чьих словах строится обвинение против Хованского. Позже, появились ещё три свидетеля, якобы случайно услышавшие его песню в общественных местах в 2018 году. Двое из них раньше могли работать оперативниками МВД. Сам Хованский считал, что ему уже не помочь из-за того, что нашлись подставные свидетели, которые его оклеветали, также он переживал, что его поместят в психбольницу.
11 декабря Хованский в новом письме заявил, что следователь ему уже объявил приговор суда. 21 декабря стало известно, что Хованский обжаловал в ЕСПЧ своё уголовное преследование. 22 декабря суд отклонил жалобы продления ареста и оставил его под стражей в СИЗО. 26 декабря следствие попросило изменить или отменить меру пресечения Юрию Хованскому.
29 декабря Куйбышевский районный суд Санкт-Петербурга принял решение заменить меру пресечения на запрет определённых действий, в том числе использование интернета, а самого Юрия освободили из-под стражи. 30 декабря суд продлил меру пресечения с запретом определённых действий до 8 февраля 2022 года.
7 февраля 2022 года суд вновь продлил меру пресечения до 8 апреля 2022 года. 7 апреля суд разрешил использование Интернета Юрию Хованскому.
20 июля 2022 года 2-й Западный окружной военный суд прекратил уголовное преследование в отношении Юрия Хованского в связи с истечением срока давности.
9 сентября 2022 года Хованский был исключён из списка террористов и экстремистов.

## Личная жизнь
26 сентября 2022 года уехал из России в Сербию. Проживает в Белграде.
С августа 2023 года женат на Ксении Хромовой. В ноябре 2024 года Хованский объявил о своём намерении расторгнуть брак с супругой.
В ноябре 2023 года получил гражданство Мексики.

## Политическая позиция
Перед президентскими выборами 2018 года Хованский выпустил клип «Секс, бухло, русский рэп», в котором были слова: «Свой выбор между ВК, Ютубом и Твиттером, свой взрослый выбор в конце марта на выборах». Этот клип сочли клипом для проекта «Ленты.ру» «Кто твой кандидат?», целью которого было призвать молодёжь на избирательные участки. Участников этого проекта публично осуждали, называли «политическими проститутками» и ставили им тысячи дизлайков. От канала Хованского массово отписывались, а многие блогеры, по словам друга Хованского Егора Митрофанова (PentiumBitch), перестали с ним общаться. Хованский же считает, что стал пешкой в чужой игре: «Полагаю, они захотели отработать на мне лишний бюджет. А оппозиция приравняла меня к Соловьёву и спустила своих хомячков. Думаю, я просто попал между молотом и наковальней. Я не нанимался в белые рыцари и уж тем более в команду ФБК, я император юмора, я делаю, что хочу, и не советуюсь с отребьем, которому ничего не должен».
17 июня 2019 года Хованский стал помощником 23-летнего Василия Власова — самого молодого депутата Госдумы РФ, избравшегося от ЛДПР. «Это самая прогрессивная партия, — говорил Хованский. — Если бы это была показушная оппозиция, я бы показушно гнал на Путина. Но я говорю, что хочу. Партия либеральна даже к таким людям, как я. Меня брали, зная, что я сумасшедший и говорю что хочу. Мне не нравится Путин, я критикую Путина. Не нравится Навальный, критикую Навального. В этом весь смысл либеральности».

## Дискография
Мини-альбомы
- 2017 — Моё Гэнгста[96]
- 2018 — Unreleased Tracks[97]

Синглы
- 2016 — Батя в Здании
- 2016 — Прости меня, Оксимирон
- 2016 — Шум (Дисс на Noize MC)
- 2017 — Пиво Пьёт (feat. Николай Соболев)
- 2017 — Спроси у Своей Мамы (feat. Дмитрий Маликов)
- 2019 — Батя в Здании 2
- 2019 — Зона 51
- 2019 — Петербург (feat. Ник Черников)
- 2019 — В долгий путь (1 раунд 17ib)
- 2019 — Ветер Перемен (2 раунд 17ib)
- 2019 — Дело Нескольких Минут (3 раунд 17ib)
- 2019 — Дисс на Инстасамку
- 2021 — Джокер (Стас Ай Как Просто DISS)
- 2024 — Скуф
- 2024 — Рэпетитор (Дисс на Kizaru, Big Baby Tape, Alblak 52, Toxi$)

## Рэп-баттлы
Онлайн-баттлы
17 Независимый баттл «Hip-Hop.ru»:
- В долгий путь (1 раунд, отборочный) (проход)
- Ветер перемен (2 раунд, отборочный) (проход)
- Дело нескольких минут (3 раунд, vs Alya Djey) (поражение, 4:9)

Офлайн-баттлы
Versus Battle
- Versus № 4 (сезон III) против Ларина (победа, 3:0)

Russian Battle League
- Shot Battle против Obe 1 Kanobe (не судился, Хованский по народному голосованию)

## Фильмография
Юрий Хованский написал и поставил несколько онлайн-фильмов.
| Год  | Фильм                                   | Режиссёр | Сценарист | Актёр | Длительность   |
| ---- | --------------------------------------- | -------- | --------- | ----- | -------------- |
| 2015 | ИНДИ: The Movie                         | Да       | Да        | Да    | 1 час 17 минут |
| 2016 | Озон                                    | Да       | Да        | Да    | 38 минут       |
| 2017 | Озон 2: Кровавый спорт                  | Да       | Да        | Да    | 43 минуты      |
| 2018 | Разборка в Сан-Франциско                | Да       | Да        | Да    | 44 минуты      |
| 2018 | Когда твой батя — Кратос                | Да       | Да        | Да    | 10 минут       |
| 2020 | Ваномас: Арена Терпения                 | Да       | Да        | Да    | 37 минут       |
| 2020 | Братья Боско                            | Да       | Да        | Да    | 19 минут       |
| 2023 | Пресловутое поколение: Зелёный слоник 2 | Нет      | Нет       | Да    | 1 час 29 минут |

Документальные фильмы
- 2021 — «Почему Юрия Хованского так долго держат в СИЗО?» — «Редакция» (специальный репортаж)

## Компьютерные игры
В 2020 году Хованский объявил о разработке собственной компьютерной игры, которая получила название Long Live Caesar. 5 декабря 2024 года был представлен трейлер игры. 16 декабря 2024 год состоялся выход проекта в раннем доступе в сервисе Steam.